# Alicia Dussán
Alicia Dussán de Reichel-Dolmatoff (* 16. Oktober 1920 in Bogotá, Kolumbien; † 17. Mai 2023) war die erste Anthropologin Kolumbiens.
Alicia Dussán war eine anerkannte Dozentin, Forscherin und Verteidigerin der kulturellen und ethnischen Vielfalt Kolumbiens. Sie war eine der ersten Frauen, die in Kolumbien an einer Universität studieren konnten. Alicia Dussán war eine Pionierin der Geschlechterforschung der Karibikregion Kolumbiens. 2017 war sie die einzige Anthropologin an der spanischen Königlichen Akademie der exakten, physikalischen und Naturwissenschaften (spanisch Real Academia de Ciencias Exactas, Físicas y Naturales).

## Biografie
Alicia Dussán schrieb sich zunächst für ein Jurastudium an der Universidad Nacional de Colombia ein, wechselte jedoch schon nach einem Jahr zur Anthropologie. Sie gehörte zur ersten Studentengeneration am Nationalinstitut für Ethnologie (spanisch Instituto Etnológico Nacional), durch das die Ethnologie in Kolumbien institutionalisiert wurde. Schon in jungen Jahren hatte sie Interesse für Archäologie und Anthropologie gezeigt. In wenigen Jahren wurde sie zu einer erfahrenen Feldforscherin.
Alicia Dussán wurde die führende Anthropologin ihrer Zeit auf den Gebieten der urbanen, der naturwissenschaftlichen, der angewandten und der medizinischen Anthropologie. Außerdem war sie Pionierin auf dem Gebiet der Geschlechterforschung. Ihr persönliches und wissenschaftliches Leben konfrontierte sie jedoch oft mit Vorurteilen, Rivalitäten und Missverständnissen. 1963 arbeitete Alicia Dussán als Beraterin des Goldmuseums der Bank der Republik Kolumbien (spanisch Museo del Oro) in Bogotá. Von 1970 bis 1973 leitete sie die Abteilung für Museen und Restaurierung des Kolumbianischen Kulturinstituts (spanisch Instituto Colombiano de Cultura (Colcultura)). 1978 war Alicia Dussán Gastkuratorin des Museums für Kulturgeschichte der University of California. 1980 arbeitete sie als wissenschaftliche Mitarbeiterin am Los Angeles County Museum of Art.
Alicia Dussáns Arbeit ging über Forschung und Lehre hinaus. Sie engagierte sich politisch für die Anerkennung und Achtung der indigenen Territorien und die Schaffung neuer Reservate.
Im Mai 2023 starb Alicia Dussán im Alter von 102 Jahren.

## Zusammenarbeit mit Gerardo Reichel-Dolmatoff
1943 heiratete Alicia Dussán den österreichstämmigen Anthropologen Gerardo Reichel-Dolmatoff. Bis zu seinem Tod 1994 lebten sie eine fruchtbare Zusammenarbeit. Von ihren 53 Publikationen hat Alicia Dussán 23 zusammen mit ihrem Ehemann veröffentlicht. Ihr Interesse an Archäologie und Anthropologie führte sie zusammen mit ihrem Mann an die karibische Küste. 1946 gründete die beiden zusammen eine Zweigstelle des Nationalinstituts für Ethnologie im Departamento del Magdalena. Alicia Dussán leitete das angeschlossene Ethnologische Museum, während ihr Mann Direktor des Instituts wurde. 1957 gründete sie zusammen mit Gerardo an der Universidad de Cartagena den ersten Lehrstuhl für Anthropologie in Lateinamerika. Im Jahr 1963 gründeten sie die Abteilung für Anthropologie an der Universidad de los Andes in Bogotá. Aus der umfangreichen Arbeit von Alicia Dussán und Gerardo Reichel-Dolmatoff ragt die Erforschung einer Mestizengemeinde im Departamento del Cesar, die Monographie „The People of Aritama“ und die Entdeckung des ältesten Stücks Keramik Amerikas in der Nähe des Canal del Dique im Departamento de Bolívar heraus.

## Publikationen
- Características de la personalidad masculina y femenina en Taganga. In: Revista Colombiana de Antropología. 2. Bogotá 1953. S. 89–103.
- Prácticas culinarias en una población mestiza de Colombia. In: Revista de Folklore. 2, Segunda Época. Bogotá 1953, S. 105–138.
- Vestido y alimentación como factores de prestigio en una población mestiza de Colombia. In: Actas del XXXI Congreso Internacional de Americanistas. 1. Sao Paulo 1954, S. 271–280.
- Crespo: Un nuevo complejo arqueológico del norte de Colombia. In: Revista Colombiana de Antropología. 3. Bogotá 1954, S. 173–188.
- Guía de los Museos de Colombia. Colcultura, Bogotá, 1973, S. 141 ff.
- Some observations on the Prehistoric Goldwork of Colombia. In: E. Berson (Hrsg.): Precolombian Metallurgy of South America. Dumbarton Oaks, Harvard University 1979, S. 41–52.
- L’education des enfants dans un village de Colombie. In: XXXI Revue Internationale of Sciences Sociales. Unesco, Paris 1979 S. 440–449.
- Paul Rivett y su época. In: Rev. Acad. Colomb. Cienc. Bogotá. 15(59), 1984, S. 101–106.

## Ehrungen
- 2011  Ordre des Arts et des Lettres – Ministerium für Kultur und Kommunikation Frankreichs[4]
- 2010 Ehrendoktor der Sozialwissenschaften – Universidad de Antioquia
- 2002 Nationalpreis für Leben und Werk – Ministerio de Cultura de Colombia
- 2001 Lobende Erwähnung, Kategorie Wissenschaft – Fundación Mujeres de Éxito
- 1998 Orden de la Democracia Simón Bolívar – Kongress der Republik Kolumbien
- 1993 Ehrenpreis für kulturelle Verdienste (spanisch Premio Honor al Mérito Cultural) – Oberbürgermeister von Bogotá.
- 1984 Ehrenauszeichnung – III Congreso de Antropología en Colombia.
- 1971 Guggenheim-Stipendium